# Cevico de la Torre
Cevico de la Torre là một đô thị trong tỉnh Palencia, Castile và León, Tây Ban Nha. Theo điều tra dân số 2013 (INE), đô thị này có dân số là 519 người.

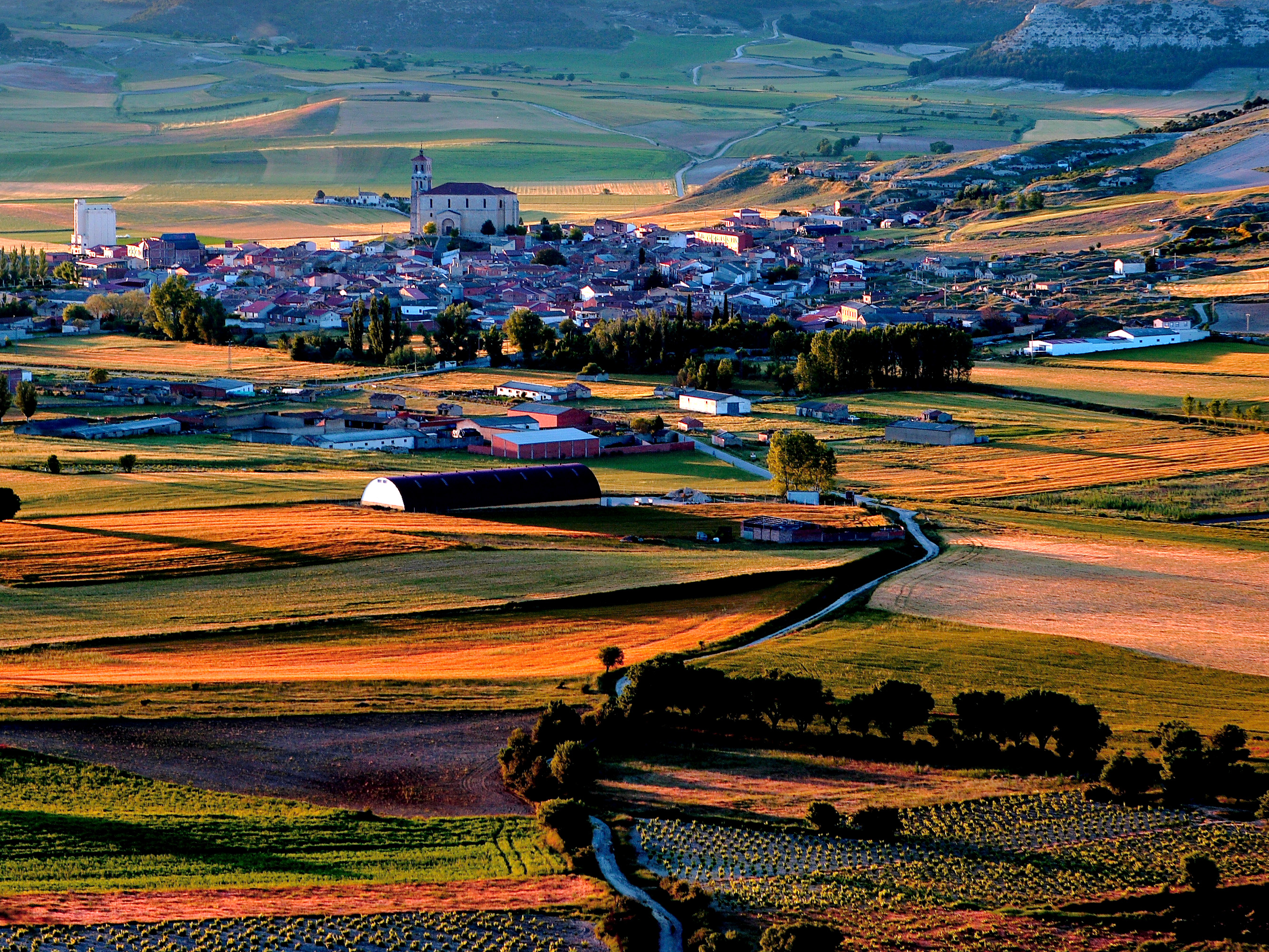
Quang cảnh Cevico de la Torre